# Колтон Гейнс
Колтон Гейнс (англ. Colton Haynes) — американський актор та модель.

## Біографія
Колтон Гейнс народився 13 липня 1988 року в Вічита, штат Канзас. Переїхав до Нью-Йорку, де розпочав кар'єру моделі.
З 2007 року грає епізодичні ролі в різноманітних телесеріалах («CSI: Місце злочину Маямі», «Район Мелроуз» та ін.). У 2009 році бере участь у зйомках фільму Hallmark Channel — «Завжди та назавжди».
У 2010 році знімається у проекті телеканалу ABC — «Брама», де грає роль перевертня. У 2011 році Колтон Гейнс грає роль Джексона Уїтмора у телесеріалі «Вовченя», рімейку повнометражної стрічки 1985 року, знятого на замовлення телеканалу MTV.. З 2013 року знімається у серіалі
телеканалу The CW, заснований на коміксах DC Comics — «Стріла», де виконує роль Роя Харпера.

## Особисте життя
У травні 2016 року актор здійснив публічний камінг-аут, повідомивши, що він є геєм. «Мені знадобилося багато часу, щоб дістатися до тієї точки, де я знаходжуся, але мені дуже добре. Зараз я щасливіший, ніж коли б те не було, і це — головне, про що я піклуюся» — заявив він в інтерв'ю Entertainment Weekly. Наприкінці жовтня 2017 року актор вийшов заміж, а 21 травня 2018 розлучився зі своїм чоловіком, художнім директором Four Seasons Джеффом Літемом.

## Фільмографія
| Рік       |    | Українська назва            | Оригінальна назва                            | Роль                                               |
| --------- | -- | --------------------------- | -------------------------------------------- | -------------------------------------------------- |
| 2023      | ф  | Вовченя: Фільм              | Teen Wolf: The Movie                         | Джексон Віттмор                                    |
| 2022      | ф  |                             | Swindler Seduction                           | Стів / Мітч Джонсон                                |
| 2022      | с  | Лялечка                     | Dollface                                     | Лукас (1 епізод)                                   |
| 2021      | ф  |                             | Triumph                                      | Джефф                                              |
| 2013—2019 | с  | Стріла                      | Arrow                                        | Рой Харпер / Арсенал (основна або періодична роль) |
| 2018      | ф  | З любов'ю, Саймон           | Love, Simon                                  | Кевін                                              |
| 2018      | кф |                             | Matt Bloyd & Colton Haynes: A Million Dreams | камео                                              |
| 2018      | ф  | Містер Олімпія              | Bigger                                       | Джек Лалейн                                        |
| 2017      | с  | Американська історія жаху   | American Horror Story                        | детектив Джек Семюел (6 епізодів)                  |
| 2011—2017 | с  | Вовченя                     | Teen Wolf                                    | Джексон Віттмор / Каніма (26 епізодів)             |
| 2017      | ф  | Розваги дорослих дівчат     | Rough Night                                  | Справжній Скотті                                   |
| 2017      | кф |                             | Grannie                                      | Татко Ворбакс                                      |
| 2016      | с  | Королеви крику              | Scream Queens                                | Тайлер                                             |
| 2016      | с  |                             | The Grinder                                  | Люк                                                |
| 2016      | вг | Марвел: Академія месників   | Marvel Avengers Academy                      | Тор (голос)                                        |
| 2015      | ф  | Розлом Сан-Андреас          | San Andreas                                  | Джобі О'Лірі                                       |
| 2015      | тф |                             | Superhero Fight Club                         | Арсенал                                            |
| 2013      | с  |                             | Arrow: Blood Rush (міні-серіал)              | Рой Гарпер (6 серій)                               |
| 2013      | кф | Вікторія Джастіс: Gold      | Victoria Justice: Gold                       | відеокліп                                          |
| 2012      | кф | Леона Льюїс: Trouble        | Leona Lewis: Trouble                         | відеокліп                                          |
| 2011      | кф |                             | Charlie Brown: Blockhead's Revenge           | Лайнус Ван Пелт                                    |
| 2011      | с  | Дев'ять життів Хлої Кінг    | The Nine Lives of Chloe King (міні-серіал)   | Кай                                                |
| 2011      | кф |                             | Yearbook                                     | Карл Маккормік                                     |
| 2010      | с  |                             | Look                                         | Шейн (11 епізодів)                                 |
| 2010      | с  | Брама                       | The Gates                                    | Брет Крежскі (13 епізодів)                         |
| 2009      | с  | Район Мелроуз               | Melrose Place                                | Джессі Робертс                                     |
| 2009      | тф |                             | Always and Forever                           | Скотт Голленд                                      |
| 2008      | с  | Живий за викликом           | Pushing Daisies                              | Арес Костополус                                    |
| 2008      | с  | Привілеї багатих дівчат     | Privileged                                   | Александер                                         |
| 2007      | с  | C.S.I.: Місце злочину Маямі | CSI: Miami                                   | Брендон Фокс                                       |
| 2007      | ф  | Трансформери                | Transformers                                 | юнак у кафе                                        |

## Цікаві факти
- Знявся у відеокліпі рок-гурту My Chemical Romance на пісню «I Don't Love You»[2].
- Брав участь у пробах на роль Едварда Каллена в екранізації роману Стефані Майер «Сутінки».[11]
- Знявся у кліпі британської співачки Леони Льюїс на пісню «Trouble».[12]
- Співачка Вікторія Джастіс зняла кліп на пісню «Gold» з його участю